# Bisdom Celje
Het bisdom Celje (Latijn: Dioecesis Celeiensis, Sloveens: Škofija Celje) is een in Slovenië gelegen rooms-katholiek bisdom met zetel in Celje. Het bisdom behoort tot de kerkprovincie Maribor en is samen met het bisdom Murska Sobota suffragaan aan het aartsbisdom Maribor.
Het bisdom werd op 7 april 2006 door paus Benedictus XVI met de apostolische constitutie Varia inter munera opgericht uit delen van het aartsbisdom Maribor.

## Bisschoppen van Celje
- 2006–2009:  Anton Stres CM, vervolgens coadjutor van het aartsbisdom Maribor
- 2010-heden: Stanislav Lipovšek

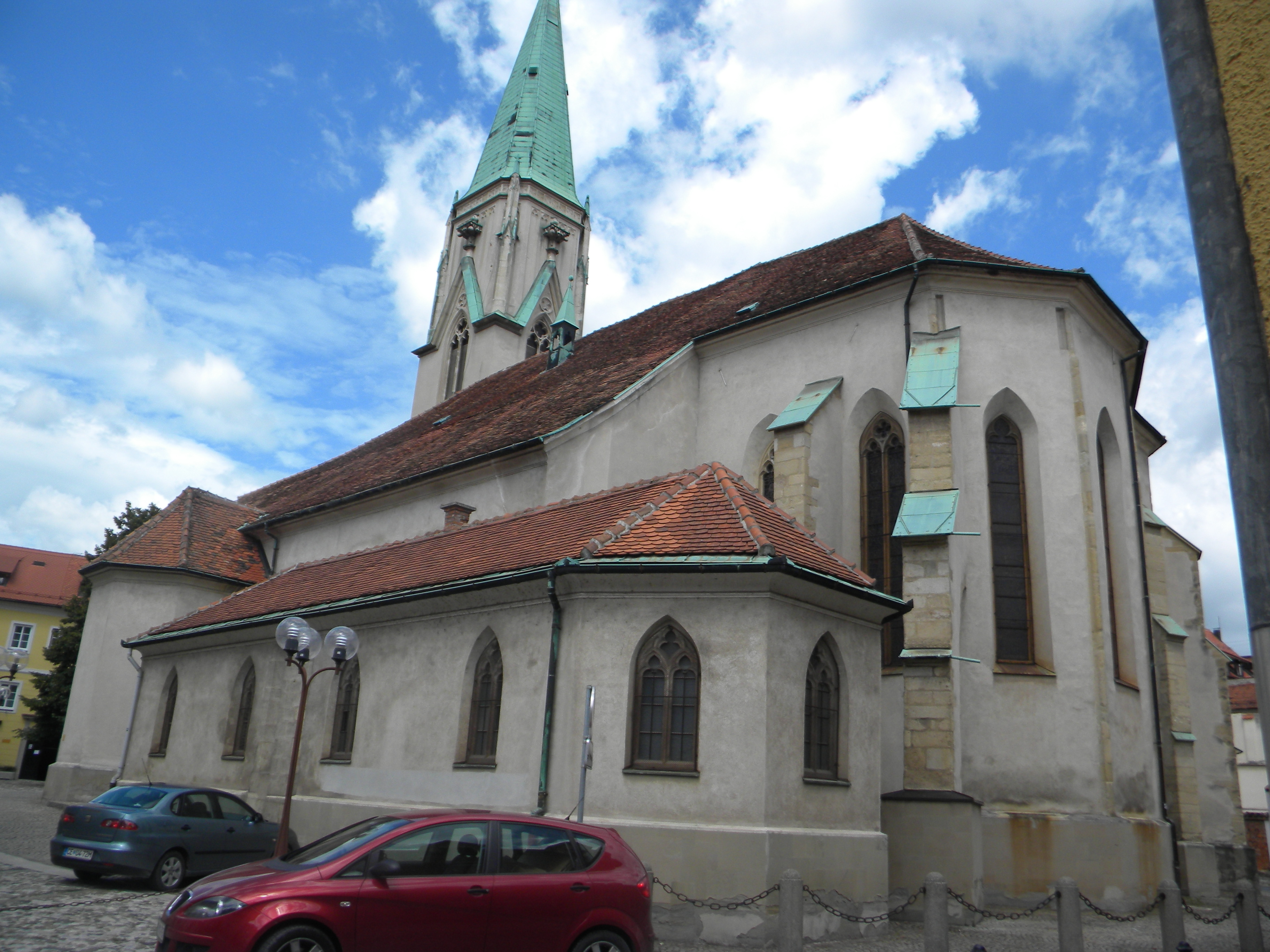
Kathedraal van Celje